# Alfredo Layne
Pour les articles homonymes, voir Layne.
Alfredo Layne est un boxeur panaméen né le 9 octobre 1959 à Panama City et mort le 25 juin 1999.

## Carrière
Passé professionnel en 1981, il devient champion du monde des super-plumes WBA le 24 mai 1986 après sa victoire par arrêt de l'arbitre à la 9e reprise contre Wilfredo Gómez. Layne perd son titre dès le combat suivant contre Brian Mitchell le 27 septembre 1986. Il met un terme à sa carrière en 1988 sur un bilan de 15 victoires et 12 défaites.